# 조나단 라이스
조나단 라이스(Johnathan Rice, 1983년 5월 27일 ~ )는 영국의 가수, 배우, 싱어송라이터이다.

## 영화
- 송 원 (2014년)
- 앙코르 (2005년)